# セロニアス (小惑星)
セロニアス (11091 Thelonious) は、小惑星帯に位置する小惑星。アリゾナ大学のスペースウォッチ計画によって発見された。
アメリカのジャズ・ピアニスト、セロニアス・モンクから名づけられた。